# Abaixo-assinado
Abaixo-assinado é um tipo de solicitação coletiva feita em um documento para pedir algo de interesse comum a uma autoridade ou para manifestar apoio a alguém ou demonstrar queixa ou protesto coletivo.
Difere do requerimento e da petição, que são solicitações individuais. Difere da representação, apresentada por um órgão colegiado e não por um grupo aleatório de pessoas. A representação car algo ou apresentar queixa e não solicitar.

## Características
1. Utiliza-se a norma-padrão.
2. Geralmente são empregados verbos no presente do indicativo.
3. Usa-se a 1ª pessoa do plural, quando se busca maior pessoalidade, e a 3ª pessoa do plural, quando se busca maior impessoalidade.
4. Possui uma sequência textual predominantemente argumentativa